# Go-Saga
Go-Saga (jap. 後嵯峨天皇, Go-Saga-tennō; * 1. April 1220; † 17. März 1272) war der 88. Tennō von Japan (21. Februar 1242–16. Februar 1246).
Er war ein Sohn des Tsuchimikado-tennō und sein Eigenname war Kunihito (邦仁).
Nachdem sein Vater Tsuchimikado von Kyōto verbannt worden war, wuchs der zukünftige Tennō im Haus seiner Mutter auf.
Nachdem sein Vorgänger, der Shijō-tennō 1242, verstorben war, ohne einen Kronprinzen zu hinterlassen, gab es Streit um die Nachfolge. Der Thron blieb elf Tage lang verwaist. Dann bestieg Go-Saga den Thron auf Empfehlung des Kamakura-Shōgunats, denn sein Vater war relativ neutral im Jōkyū-Krieg gewesen. Er war bekannt als ein starker Politiker gegen das Shōgunat. Seine Macht war aber beschränkt, denn das Shōgunat bildete praktisch die Regierung, besonders auf militärischem und finanziellem Gebiet. Jedoch behielt der kaiserliche Hof seine traditionelle Autorität. Nach vier Jahren Regierung gab er freiwillig den Thron an zwei seiner Söhne ab, zuerst 1246 an Go-Fukakusa und 1260 an Kameyama, während er vom Kloster aus praktisch die kaiserliche Macht am Hof innehielt und herrschte.
Er konnte 1252 zudem seinen Sohn Munetaka in Kamakura als Shōgun einsetzen – der erste so genannte Prinz-Shōgun. Hintergrund war, dass die eigentliche Shōgunfamilie, das Haus Minamoto, endete, weil der dritte Shōgun Minamoto no Sanetomo ermordet worden war. Daraufhin sollte der höchste Adelige Shōgun werden. Go-Saga setzte seinen Sohn als Shōgun durch und hatte so ebenfalls einen gewissen politischen Einfluss auf das Shōgunat in Kamakura. Munetaka war allerdings politisch eine Marionette, kontrolliert durch die Hojo-Regenten.
Von Go-Sagas beiden Söhnen stammen auch die zwei gegensätzlichen kaiserlichen Linien des Nordens und des Südens ab.